# Rattelsdorf, Saale-Holzland
Rattelsdorf là một đô thị thuộc huyện Saale-Holzland, trong bang Thüringen, Đức. Đô thị Rattelsdorf, Saale-Holzland có diện tích 3,65 km².